# Ingrid Salvenmoser
Ingrid Salvenmoser, née le 28 mars 1967 à Scheffau am Wilden Kaiser, est une ancienne skieuse alpine autrichienne.

## Palmarès

### Jeux olympiques
| Épreuve / Édition | Calgary 1998 |
| Slalom            | 6e           |

### Championnats du monde
| Épreuve / Édition | Vail 1989 | Saalbach 1991 | Morioka 1993 | Sierra Nevada 1996 | Sestrières 1997 | Vail 1999 |
| Géant             | 10e       | 8e            | 19e          | -                  | -               | -         |
| Slalom            | 5e        | Bronze        | 14e          | 5e                 | 10e             | 17e       |

### Coupe du monde
- Meilleur résultat au classement général : 8e en 1991

#### Différents classements en coupe du monde
| Saison / Épreuve | Saison / Épreuve | Général | Général | Slalom | Slalom | Géant  | Géant  |
| ---------------- | ---------------- | ------- | ------- | ------ | ------ | ------ | ------ |
| Saison / Épreuve | Saison / Épreuve | Class.  | Points  | Class. | Points | Class. | Points |
| 1985             | 1985             | 58e     | 11      | -      | -      | 27e    | 11     |
| 1986             | 1986             | 53e     | 22      | -      | -      | 18e    | 22     |
| 1987             | 1987             | 63e     | 10      | -      | -      | 25e    | 10     |
| 1988             | 1988             | 47e     | 16      | -      | -      | 16e    | 16     |
| 1989             | 1989             | 16e     | 66      | 12e    | 35     | 10e    | 31     |
| 1990             | 1990             | 31e     | 50      | 16e    | 29     | 19e    | 21     |
| 1991             | 1991             | 8e      | 103     | 4e     | 75     | 11e    | 28     |
| 1992             | 1992             | 35e     | 256     | 24e    | 91     | 12e    | 165    |
| 1993             | 1993             | 32e     | 232     | 10e    | 185    | 27e    | 47     |
| 1994             | 1994             | 78e     | 56      | 33e    | 52     | 54e    | 44     |
| 1995             | 1995             | 68e     | 69      | 55e    | 4      | 27e    | 65     |
| 1996             | 1996             | 43e     | 183     | 17e    | 173    | 46e    | 10     |
| 1997             | 1997             | 28e     | 250     | 7e     | 250    | -      | -      |
| 1998             | 1998             | 39e     | 184     | 20e    | 125    | -      | -      |
| 1999             | 1999             | 32e     | 292     | 5e     | 292    | -      | -      |
| 2000             | 2000             | 81e     | 58      | 30e    | 58     | -      | -      |

## Arlberg-Kandahar
- Meilleur résultat : 5e place du slalom 1993 à Cortina d’Ampezzo